# Morgante

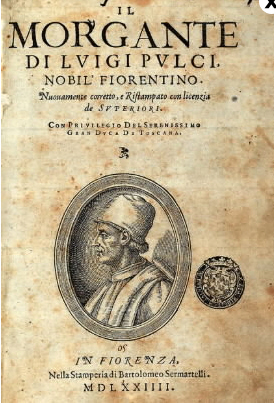
Portada de una edición de 1574 (o ca. 1574).

Morgante es un poema épico italiano escrito por Luigi Pulci entre 1460 y 1470 y publicado en 1480 en 23 cantos (Il Morgante) y un año después (1481) en 28 cantos (Morgante maggiore).
En su trama burlesca, se suceden las aventuras inverosímiles protagonizadas por Roldán, Carlomagno, Rinaldo, Ganelón, Margutte (cuya truculencia anuncia a los personajes de Rabelais) y por el buen gigante que da nombre a la obra, retratado como glotón y tonto. 
El poema se tradujo al castellano y se publicó en Valencia en 1533 como libro de caballerías en prosa, con el título de Libro del esforzado gigante Morgante. Se reimprimió en Valencia (1533 y 1535) y en Sevilla (1535). 
La acción de la obra continúa en el Libro segundo de Morgante, publicado en Valencia en 1535 y reimpreso en Sevilla en 1552. 
Miguel de Cervantes lo menciona en el capítulo primero de la primera parte de Don Quijote de la Mancha:

Decía mucho bien del gigante Morgante porque, con ser de aquella generación gigantea, que todos son soberbios y descomedidos, él solo era afable y bien criado.

En el primer capítulo de la segunda parte de Don Quijote de la Mancha vuelve a mencionarse a Morgante, al hablar de las condiciones físicas de los personajes de los libros de caballería. El barbero pregunta a Don Quijote cómo de grande debía de ser dicho gigante:

Imagino que no debió de ser muy alto; y muéveme a ser de este parecer hallar en la historia donde se hace mención particular de sus hazañas que muchas veces dormía debajo de techado; y pues hallaba casa donde cupiese, claro está que no era desmesurada su grandeza.